# 大師堂 (美濃市)
大師堂(だいしどう)は岐阜県美濃市相生町にある十一面観世音菩薩を本尊とする真言宗醍醐派の寺院で、山号は金光山。中濃八十八ヶ所霊場32番札所である。
創建不詳。もとは郡上郡にあったものが当地に移されたもので、移築後700年から800年を経ていると伝わる。本尊の十一面観世音菩薩は弘法大師が彫刻したとの伝説がある。江戸時代末に荒廃するも美濃市松森の古田市右衛門らの手により再興を遂げた。鎮守社として倉津稲荷大明神が祀られている。